# Лука Перузович
Лу́ка Перу́зович (на хърватски: Luka Peruzović; 26 февруари 1952, Сплит, СФРЮ) — югославски футболист, защитник, югославски и хърватски футболен треньор .

## Успехи

### Отборни
„Хайдук“ (Сплит)
- Шампион на Югославия (4): 1971, 1974, 1975, 1979
- Сребърен медалист (1): 1976
- Бронзов медалист (1): 1978
- Hосител на Купата на Югославия (6): 1972, 1973, 1974, 1976, 1977, 1987

 „Андерлехт“ (Брюксел)
- Шампион на Белгия (3): 1981, 1985, 1986
- Сребърен медалист (3): 1982, 1983, 1984
- Hосител на Суперкупата на Белгия (1): 1985
- Финалист в Суперкупата на Белгия (1): 1981
- Hосител на Купата на УЕФА (1): 1982/83
- Финалист в Купата на УЕФА (1):1983/84